# Djupsjön (Lockne socken, Jämtland)
Djupsjön är en sjö i Östersunds kommun i Jämtlands län (Jämtland) och ingår i Ljungans huvudavrinningsområde. Sjön har en area på 0,293 kvadratkilometer och ligger 386,2 meter över havet. Sjön ligger söder om byn Berge i Lockne distrikt (Lockne socken).

## Delavrinningsområde
Djupsjön ingår i det delavrinningsområde (697997-145191) som SMHI kallar för Utloppet av Baksjön. Medelhöjden är 385 meter över havet och ytan är 2,82 kvadratkilometer. Räknas de 2 avrinningsområdena uppströms in blir den ackumulerade arean 20,88 kvadratkilometer. Höviksån som avvattnar avrinningsområdet har biflödesordning 3, vilket innebär att vattnet flödar genom totalt 3 vattendrag innan det når havet efter 228 kilometer. Avrinningsområdet består mestadels av skog (65 procent). Avrinningsområdet har 0,58 kvadratkilometer vattenytor vilket ger det en sjöprocent på 20,6 procent.